# Perissocarpa steyermarkii
Perissocarpa steyermarkii är en tvåhjärtbladig växtart som först beskrevs av Bassett Maguire, och fick sitt nu gällande namn av J.A. Steyerm. och Maguire. Perissocarpa steyermarkii ingår i släktet Perissocarpa och familjen Ochnaceae. Inga underarter finns listade i Catalogue of Life.